# مسجد أنجليا
مسجد أنغوليا، المعروف أيضًا باسم مسجد أنغوليا, هو مسجد يقع في سنغافورة. يُعتبر علامة بارزة في منطقة الهند الصغيرة، ورمزًا أساسيًا لمجتمع المسلمين الهنود. تم بناء المسجد على أرض موقوفة تبرع بها رجل الأعمال الغجراتي محمد صالح يوسفجي أنغوليا في عام 1890. منذ عام 2014، تم تصنيف بوابة المبنى الأصلي كمبنى محفوظ" من قبل هيئة إعادة التطوير العمراني في سنغافورة. يُعد المسجد اليوم مقصدًا للعمال والزوار المسلمين في الهند الصغيرة، كونه واحدًا من المسجدين الباقيين في المنطقة، إلى جانب مسجد عبد الغفور.

## التاريخ

### الاستيطان الهندي في مستعمرة سنغافورة
كانت سنغافورة الاستعمارية ميناء تجاري مهم للتجار المسلمين الهنود في القرن التاسع عشر. أصبحت منطقة طريق سيرانغون مستوطنة هندية في النصف الأخير من القرن، تضم العديد من التجار والعمال من الهند. بحلول عام 1849، كان المسلمون يشكلون 78.5% من المجتمع الهندي المستقر وفقًا لبيانات التعداد.

## وصول عائلة أنجوليا
كانت عائلة أنجوليا من التجار المسلمين السنة البارزين من ولاية غوجارات الهندية في سنغافورة في بداياتها. وُثّق وصول إبراهيم محمد صالح أنجوليا من راندر، غوجارات، عن طريق السفن البخارية عام 1837، حيث كان يعمل في بيع المنتجات الهندية في سنغافورة، ويعود بشكل دوري إلى عائلته في غوجارات. واصل ابنه، يوسف إبراهيم أنجوليا، نمط والده خلال خمسينيات وستينيات القرن التاسع عشر، حيث كان يدير شركة والده التجارية في سنغافورة دون أن يستقر هناك بشكل دائم.
كسر محمد صالح يوسفجي أنجوليا، ابن يوسف، هذا التقليد وهاجر إلى سنغافورة مع زوجته مريم بيبي في عام 1870. في العام التالي، أسس محمد صالح شركة تجارية مقرها سنغافورة تُعرف بـ "M S E Angullia & Co"، وازدهرت الشركة كمكتب وكيل بالعمولة لتجارة السلع والمواد الخام المختلفة في المنطقة، من التوابل إلى الأخشاب والأدوات المعدنية. بحلول عام 1900، كان محمد صالح قد جمع ثروة كبيرة وأصبح شخصية بارزة بين المسلمين الهنود في سنغافورة. توسعت الشركة في مجال العقارات، حيث اشترت عقارات وأراضي متعددة، وأحد هذه المواقع على طريق سيرانغون أصبح مقرًا لمسجد أنجوليا.

## الوقف وبناء المسجد
وفقًا لعقيدة الوقف الإسلامي (بالماليزي: "وقف")، وهي التبرع الخيري بالأموال لأغراض دينية وبناء المجتمع، كان من المعتاد بين المسلمين الهنود في سنغافورة الاستعمارية التبرع بأصولهم للوقف، مما ساهم بشكل كبير في الثقافة والتراث المحلي للمسلمين الهنود. وبالمثل، أنشأ محمد صالح أنجوليا وقف "M S E Angullia"، الذي تضمن أوامر ببناء مسجد على طريق سيرانغون. تم بناء مسجد أنجوليا بين عامي 1890 و1892، ليصبح واحدًا من الأماكن القليلة للعبادة التي تخدم المجتمع الهندي في المنطقة.
في عام 1970، أُعيد بناء المسجد الأصلي، وأصبح المبنى الجديد قادرًا على استيعاب 1500 مصلٍ. استمر هذا المبنى في خدمة المنطقة حتى عام 2018، عندما أُعلن عن مشروع تجديد بتكلفة 6.35 مليون دولار سنغافوري تحت إشراف مجلس الأوقاف الإسلامي السنغافوري (MUIS)، والذي قدّم 500,000 دولار من المبلغ بينما جُمعت بقية الأموال من التبرعات. أُعيد بناء المسجد ليصبح مبنى من أربعة طوابق، وافتُتح في عام 2020، موسعًا مساحة الصلاة لتستوعب 2500 مصلٍ. كما تمت المحافظة على البوابة الرئيسية للمبنى الأصلي، التي تم تصنيفها كأثر تاريخي من قبل الحكومة السنغافورية عام 2014، وأُعيد ترميمها خلال أعمال الترقية.

## جماعة التبليغ والنشاط الدعوي
كان مسجد أنجوليا المقر الرئيسي في سنغافورة لحركة جماعة التبليغ الإسلامية الجنوب آسيوية حتى إغلاقه في عام 2018، وبعد ذلك انتقلت المنظمة إلى مسجد الجنيد. ركزت الجماعة على الدعوة وبناء مجتمع مسلم في سنغافورة، ونشر الدعوة بين غير المسلمين.

## الإرث الثقافي

### التراث الغوجاراتي
يُعتبر مسجد أنجوليا اليوم واحدًا من الرموز الباقية للمجتمع المسلم السني الغوجاراتي في سنغافورة. وهو واحد من مسجدين فقط ذوي أصل غوجاراتي ما زالا قائمين، والآخر هو مسجد الشيعي البُرهاني الخاص بجماعة بهرة داودية. واعترافًا بأهمية وإسهامات هذه الجالية الصغيرة، يضم المبنى الحالي، الذي افتُتح في عام 2020، عناصر من العمارة الإسلامية المستوحاة من راندر في غوجارات، تكريمًا لمسقط رأس محمد صالح أنجوليا.

### الهوية الهندية في سنغافورة
في الثمانينيات، تم تصنيف منطقة طريق سيرانغون كـ "الهند الصغيرة"، اعترافًا بتراث المستوطنين الهنود. ومع وجود مسجد أنجوليا في هذه المنطقة، أصبح جزءًا من تصور الشعب السنغافوري للهوية الهندية.